# Clippers-Syndrom
Das Clippers-Syndrom (Chronic lymphocytic inflammation with pontine perivascular enhancement responsive to steroids – CLIPPERS) ist eine chronische Entzündung der Brücke des Hirnstamms und des Kleinhirns. Es handelt sich um eine Erkrankung des Immunsystems, bei der der Hirnstamm von körpereigenen Lymphozyten angegriffen wird. Das Syndrom ist seit 2011 bekannt und wurde von einer Gruppe US-amerikanischer Neurologen von der Mayo Clinic in Rochester, Minnesota, erstmals anhand einer Fallserie von acht Patienten diagnostiziert und charakterisiert.

## Symptome
Betroffene beschrieben die folgenden Symptome: Kribbeln im Kopf, Taubheitsgefühle, Gleichgewichtsstörungen, Sehstörungen und Sprachprobleme. MRT-Aufnahmen des Gehirns zeigen vermehrt weiße Punkte im Bereich des Hirnstamms. Dieser „Gepfefferte Hirnstamm“ entsteht durch viele einzelne Entzündungszellen am Hirnstamm.

## Behandlung
Die Erkrankung wird initial mit Kortison in hohen Dosen behandelt. Bei fehlendem Ansprechen oder erneutem Wiederaufflackern der Symptome werden andere immunsuppressive Medikamente wie Methotrexat ergänzt.

## Erster bekannter Fall in Deutschland
Im Jahr 2011 erkrankte ein Patient am Clippers-Syndrom, das bis dato in Deutschland unbekannt war. Aufgrund der starken Ähnlichkeit der Symptome vermuteten die Ärzte zunächst, dass es sich bei der Erkrankung um Multiple Sklerose handele. Weitere Untersuchungen zeigten jedoch, dass als einzige Möglichkeit eine Hirnentzündung infrage kam. Die richtige Diagnose erfolgte ein Jahr später zufällig im Gemeinschaftskrankenhaus Herdecke: Nach Begutachtung der MRT-Aufnahmen erinnerte sich der dort tätige Mediziner daran, auf einem amerikanischen Neurologenkongress nahezu identische MRT-Aufnahmen gesehen zu haben. Nachdem eine Neurosarkoidose ausgeschlossen werden konnte, blieb nur noch das Clippers-Syndrom als Diagnose übrig. Die Geschichte des Patienten und seiner Erkrankung wurde öffentlich über die Sendung Abenteuer Diagnose ausgestrahlt.